# Губцево (деревня, Москва)
Гу́бцево — деревня в Троицком административном округе города Москвы в поселении Первомайское. До 1 июля 2012 года деревня входила в состав Наро-Фоминского района Московской области.

## Население
| 1859 | 1890 | 1899 | 1926 | 2002 | 2006 | 2010 |
| ---- | ---- | ---- | ---- | ---- | ---- | ---- |
| 92   | ↗97  | ↘62  | ↗116 | ↘2   | →2   | ↗15  |

Согласно Всероссийской переписи, в 2002 году в деревне проживало 2 человека (мужчина и женщина). По данным на 2005 год, в деревне проживало 2 человека.

## География
Деревня Губцево расположена в северной части Троицкого административного округа, на безымянном притоке реки Десны бассейна Пахры, примерно в 4 км к северо-западу от центра города Троицка. В 7 км к северу проходит Киевское шоссе М3, в 5 км к востоку — Калужское шоссе А130, в 10 км к юго-западу — Московское малое кольцо А107.
В деревне 4 улицы — Дорожная, ЖК Домострой, Озёрная и Сказочная, приписан дачный кооператив. Ближайшие населённые пункты — деревни Хатминки, Ширяево и хутор Ильичёвка.

## История
Название деревни, предположительно, произошло от некалендарного личного имени Губец.
В «Списке населённых мест» 1862 года — казённая деревня 1-го стана Подольского уезда Московской губернии по правую сторону старокалужского тракта, в 22 верстах от уездного города и 21 версте от становой квартиры, при ручье Решетинка, с 15 дворами и 92 жителями (35 мужчин, 57 женщин).
По данным на 1899 год — деревня Красно-Пахорской волости Подольского уезда с 62 жителями.
В 1913 году — 18 дворов.
По материалам Всесоюзной переписи населения 1926 года — деревня Ширяевского сельсовета Красно-Пахорской волости Подольского уезда в 5,3 км от Калужского шоссе и 12,8 км от станции Апрелевка Киево-Воронежской железной дороги, проживало 116 жителей (57 мужчин, 59 женщин), насчитывалось 19 крестьянских хозяйств.
1929—1946 гг. — населённый пункт в составе Красно-Пахорского района Московской области.
1946—1957 гг. — в составе Калининского района Московской области.
1957—1960 гг. — в составе Ленинского района Московской области.
1960—1963, 1965—2012 гг. — в составе Наро-Фоминского района Московской области.
1963—1965 гг. — в составе Звенигородского укрупнённого сельского района Московской области.

## Промышленность
В Губцево расположено производство компании VEKA Rus. В непосредственной близости также находился хладокомбинат «Альтер-Вест», с 2019 года признанный банкротом.

## Прочее
Кладбище.